# Nevelésből elégséges
A Nevelésből elégséges (eredeti cím: Raising Hope) 2010-ben bemutatott amerikai televíziós sorozat. A műsor alkotója Greg Garcia, a történet pedig egy egyedülálló apukáról szól, aki családja segítségével próbálja felnevelni kislányát. A főbb szereplők közt megtalálható Lucas Neff, Martha Plimpton, Garret Dillahunt, Shannon Woodward és Gregg Binkley.
A sorozatot az Amerikai Egyesült Államokban a Fox adta 2010. szeptember 21. és 2014. április 4. között. Magyarországon az HBO mutatta be 2011. február 1-jén.

## Cselekmény
A 23 éves Jimmy Chance Natesville városában él a szülei házában és apja medencetisztitó cégénél dolgozva. Egyik nap összeismerkedik egy Lucy nevű nővel, akivel egyéjszakás kalandba keveredik - ám kiderül, hogy Lucy sorozatgyilkos, aki megölte korábbi barátait és Jimmyvel is ezt tervezte volna, ha a szülei nem mentik meg. Lucyt végül halálra ítélik, ám előtte még kislánya születik a Jimmyvel közös légyottjukból, így a fiatal férfinak kell fenevelni a lányt, amelyben családja teljes segítséget nyújt neki.

## Szereplők
| Szereplő                     | Színész           | Magyar hang       |
| ---------------------------- | ----------------- | ----------------- |
| Jimmy Chance                 | Lucas Neff        | Berkes Bence      |
| Virginia Chance              | Martha Plimpton   | Madarász Éva      |
| Burt Chance                  | Garret Dillahunt  | Gáspár András     |
| Barbara June "Dédi" Thompson | Cloris Leachman   | Bessenyei Emma    |
| Sabrina Collins              | Shannon Woodward  | Nemes Takách Kata |
| Shelley                      | Kate Micucci      | Berkes Boglárka   |
| Marcus                       | Jermaine Williams | Pálmai Szabolcs   |
| Javier                       | Ray Santiago      | Szvetlov Balázs   |
| Lucy                         | Bijou Phillips    | Vadász Bea        |
| Smokey                       | Jason Lee         |                   |

## Epizódok
| Évad | Évad | Epizódok | Eredeti sugárzás     | Eredeti sugárzás  | Eredeti adó | Magyar sugárzás  | Magyar sugárzás  | Magyar adó |
| Évad | Évad | Epizódok | Évadpremier          | Évadfinálé        | Eredeti adó | Évadpremier      | Évadfinálé       | Magyar adó |
| ---- | ---- | -------- | -------------------- | ----------------- | ----------- | ---------------- | ---------------- | ---------- |
|      | 1    | 22       | 2010. szeptember 21. | 2011. május 17.   | FOX         | 2011. február 1. | 2011. június 28. | HBO        |
|      | 2    | 22       | 2011. szeptember 20. | 2012. április 17. | FOX         | 2012. február 7. | 2012. július 3.  | HBO        |
|      | 3    | 22       | 2012. október 2.     | 2013. március 28. | FOX         | 2013. február 5. | 2013. július 2.  | HBO        |
|      | 4    | 22       | 2013. november 15.   | 2014. április 5.  | FOX         | 2014. február 4. | 2014. július 1.  | HBO        |

## Díjak és jelölések
| Év   | Díj                                   | Kategória                                                         | Jelölt                    | Eredmény |
| ---- | ------------------------------------- | ----------------------------------------------------------------- | ------------------------- | -------- |
| 2010 | Satellite Award                       | Legjobb televíziós sorozat (vígjáték vagy musical)                | Nevelésből elégséges      | Jelölve  |
| 2010 | Jamison Awards                        | Legjobb nevetés                                                   | Nevelésből elégséges      | Elnyerte |
| 2011 | Casting Society of America            | Legjobb casting televíziós sorozat próbaepizódjába (vígjáték)     | Dava Waite                | Elnyerte |
| 2011 | Primetime Emmy-díj                    | Legjobb női főszereplő (vígjátéksorozat)                          | Martha Plimpton           | Jelölve  |
| 2011 | Primetime Emmy-díj                    | Legjobb vendégszínésznő (vígjátéksorozatban)                      | Cloris Leachman           | Jelölve  |
| 2011 | People’s Choice Awards                | Az év új vígjátékműsora                                           | Nevelésből elégséges      | Jelölve  |
| 2011 | Satellite Award                       | Legjobb színésznő televíziós sorozatban (vígjáték vagy musical)   | Martha Plimpton           | Elnyerte |
| 2011 | Teen Choice Awards                    | Legkiemelkedőbb műsor                                             | Nevelésből elégséges      | Jelölve  |
| 2011 | Television Critics Association Awards | Legjobb televíziós vígjátéksorozat                                | Nevelésből elégséges      | Jelölve  |
| 2011 | Critics' Choice Television Award      | Legjobb színésznő vígjátéksorozatban                              | Martha Plimpton           | Jelölve  |
| 2011 | Young Artist Award                    | Legjobb visszítérő fiatal színésznő televíziós sorozatban (11–16) | Kelly Heyer               | Jelölve  |
| 2012 | Golden Reel Award                     | Legjobb hangkeverés rövid idejű televíziós sorozatban             | Sharyn M. Tylk, Susan Ham | Elnyerte |
| 2012 | Young Artist Award                    | Legjobb visszatérő fiatal színésznő televíziós sorozatban         | Kelly Heyer               | Jelölve  |
| 2012 | Critics' Choice Television Award      | Legjobb színésznő vígjátékban                                     | Martha Plimpton           | Jelölve  |
| 2012 | Critics' Choice Television Award      | Legjobb színész vígjátékban                                       | Garret Dillahunt          | Jelölve  |
| 2012 | Primetime Emmy-díj                    | Legjobb eredeti zene és szöveg                                    | Matthew Thompson          | Jelölve  |
| 2013 | GLAAD Media Awards                    | Legjobb televíziós epizód (LGBT főszereplő nélküli sorozatban)    | Nevelésből elégséges      | Elnyerte |